# Никифоров Олександр Валерійович
Олександр Валерійович Никифоров (нар. 18 жовтня 1967, Одеса, УРСР) — радянський та український футболіст, півзахисник. Майстер спорту (1989).

## Клубна кар'єра
Вихованець СДЮШОР «Чорноморець» (Од). Перші тренери — Йозеф Клацман та Валерій Бокатов, а потім — Георгій Бурсаков. У 1984 році розпочав кар'єру в резервній команді одеського «Чорноморця». У 1986—1987 роках «проходив» військову службу в одеському СКА, після чого повернувся до одеського «Чорноморця». Наприкінці 1990 року виїхав до Угорщини, де захищав кольори столичного БВСК. Влітку 1992 року знову опинився в одеському «Чорноморці», в складі якого 25 вересня 1992 року дебютував у Вищій лізі в матчі з львівськими «Карпатами» (3:4). Влітку 1993 року перейшов до російського клубу КАМАЗ (Набережні Човни). За три роки, проведені у Вищій лізі Росії, зіграв 27 матчів та відзначився 2-а голами. Наступного року повернувся до «Чорноморця», а в березні 1995 року перейшов до СК «Миколаєва». Влітку 1995 року знову виїжджає за кордон, де спочатку захищає кольори будапештського МТК, а також російських клубів КАМАЗ (Набережні Човни) та першоліговому «Газовик-Газпрому» (Іжевськ). Влітку 1997 року повернувся в Україну, де виступав у складі аматорського клубу «Рибак-Дорожник» (Одеса). На початку 1998 року став гравцем СК «Одеса», в складі якого завершив кар'єру професіонального гравця. Потім грав одеських аматорських клубах «Сигнал» та «Digital».

## Тренерська діяльність
По завершенні ігрової кар'єри розпочав тренерську діяльність. Ще в сезоні 2001/02 років граючи в «Сигналі» (Одеса) був помічником головного тренера (осінній раунд) та головним тренером клубу (весняний раунд). Влітку 2010 року зайняв посаду асистента тренера в штабі одеського «Чорноморця».

## Особисте життя
Олександр належить до родини, тісно пов'язаної з футболом. Брат Юрій — футболіст, який виступав за збірну Росії. Дядько Юрій Заболотний — гравець і тренер одеського «Чорноморця». Батько Валерій Нікіфоров грав за дубль «Чорноморця» в 1960-ті роки.

## Досягнення

### Клубні
- Кубок Федерації футболу СРСР
  -  Володар (1): 1990
- Прем'єр-ліга
  -  Срібний призер (1): 1995
  -  Бронзовий призер (2): 1993, 1994